# Zawyya du Cheikh Maelainine
La zawyya du Cheikh Ma el Aïnin (en arabe : زاوية الشيخ ماء العينين) est un centre religieux soufi, d'une valeur historique intrinsèque, situé dans la ville d'Es-smara, au sud du Maroc. Elle se compose de deux entités adjacentes : un espace d'enseignement, un point de rassemblement et une mosquée.

## Situation

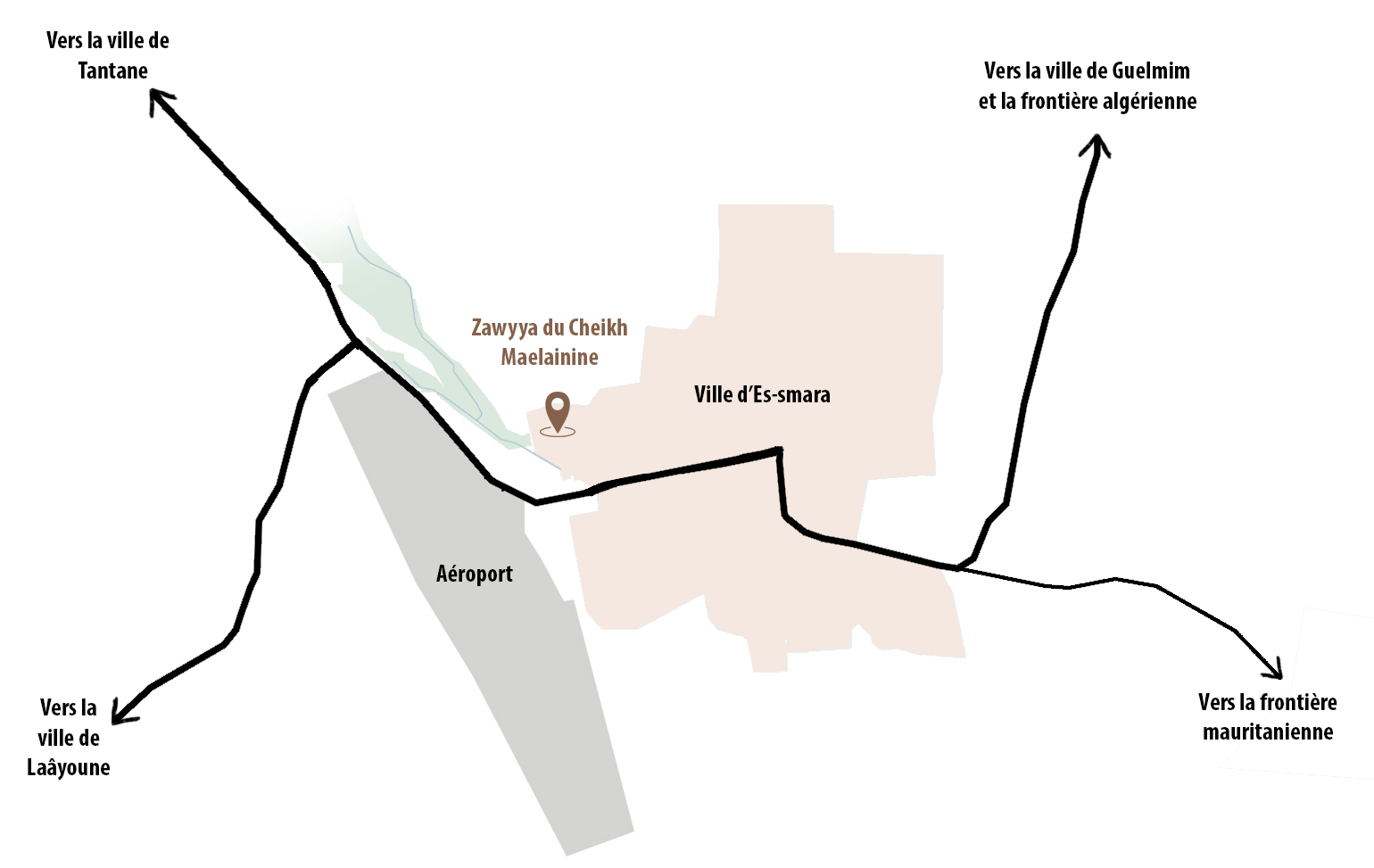
Plan de la zawyya dans la ville d'Es-smara

La zawyya est située au nord-ouest de la ville d'Es-smara. Elle occupait un emplacement stratégique sur le niveau régional en raison de sa proximité des frontières mauritanienne et algérienne.

## Histoire

### Fondateur
Cheikh Ma El Aïnin est une figure éminente des XIXe et XXe au Sahara. Son vrai nom est Mohammed al Mustapha ibn al Cheikh Mohammad al Fadil ibn Mameen, né au nord de la Mauritanie en 1830 et décédé en 1910 à Tiznit au Maroc. Cheikh Maelainine grandit dans la Zawyya Fadiliya en Mauritanie. Il la quitte à l'âge de 28 ans pour le Hajj. Après son pèlerinage, il sillonne différentes régions pour enseigner les sciences de la religion, et finit par s'installer au sud du Maroc, plus précisément dans la région d'Es-smara, en 1873.
En 1897, Cheikh Maelainine et ses disciples construisent la ville d'Es-smara.

### Genèse
Les premières étapes de la fondation de la ville d'Es-smara étaient basées sur la construction de la mosquée, le forage et la plantation des arbres.
La zawyya a été construite à côté de la mosquée en 1898. Quelques années plus tard, la zawyya était un centre spirituel, mais également un centre politique, où le cheikh appelait les tribus sahraouies à s'unir.
En 1903, le Cheikh réussit à unir les tribus pour contrer l’empiétement de la colonisation française sur le Sahara, grâce à des discours religieux faisant appel à la protection de "la terre de l’Islam" .

### État actuel
La zawyya a été restaurée en 2014. Quant à la mosquée, elle est partiellement effondrée, mais elle reste ouverte aux visiteurs et ne présente aucun danger pour eux.

## Architecture

### Conception
La zawyya comprend deux entités adjacentes:
- La zawyya, abritant la maison du Cheikh, les habitations de ses disciples, l'espace d'enseignement, ainsi que des espaces de stockage.
- La mosquée est consacrée uniquement à la prière[5].

En termes d’esthétique, la zawyya est d'une sobriété extrême, et elle connait une quasi-absence d'éléments d'ornementation.

### Technique de construction
La construction était basée sur des matériaux locaux et des techniques simples : tous les murs de la zawyya ont été construits en pierre sèche. Les portes et les fenêtres sont en bois, et les façades sont peintes à la chaux. 

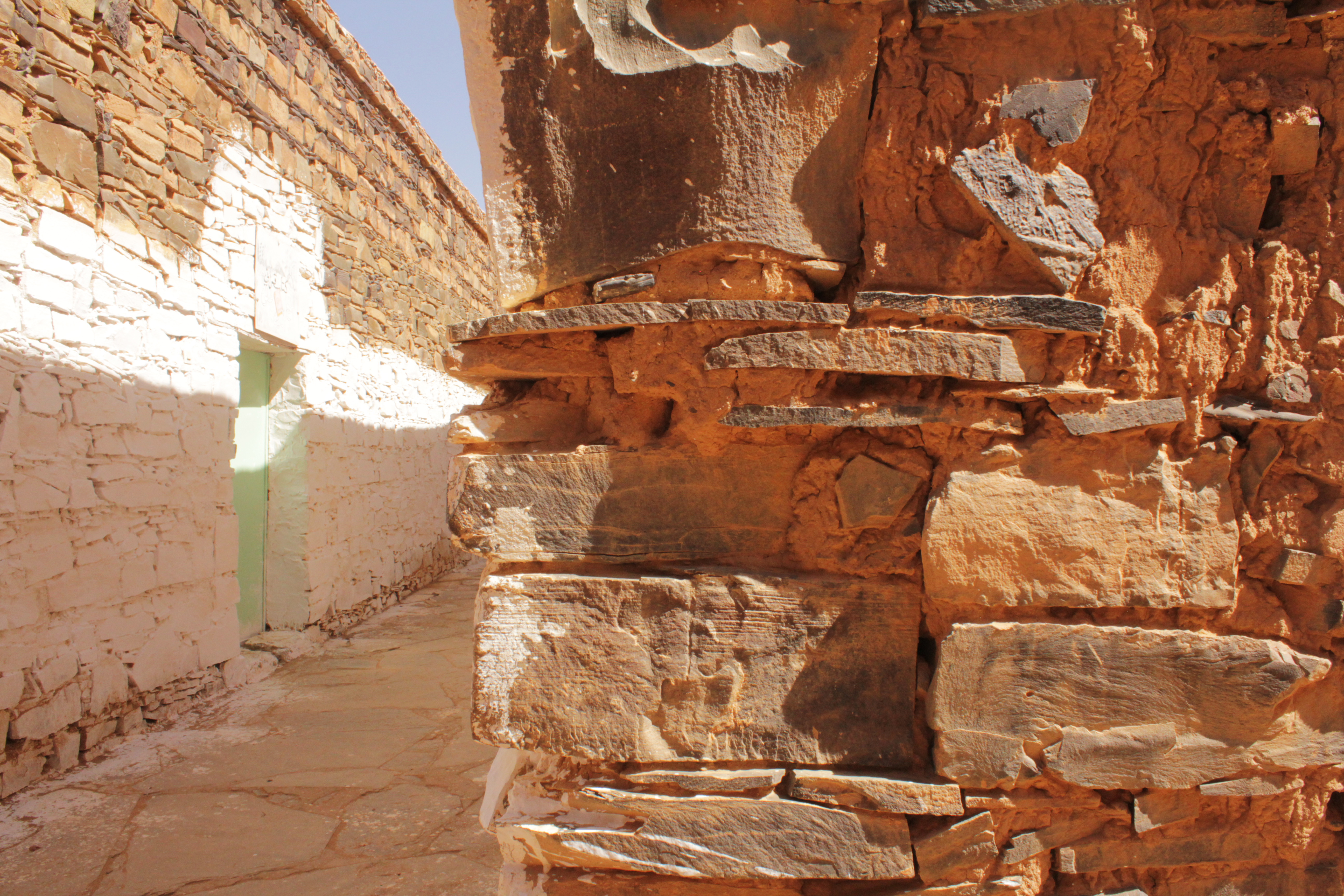
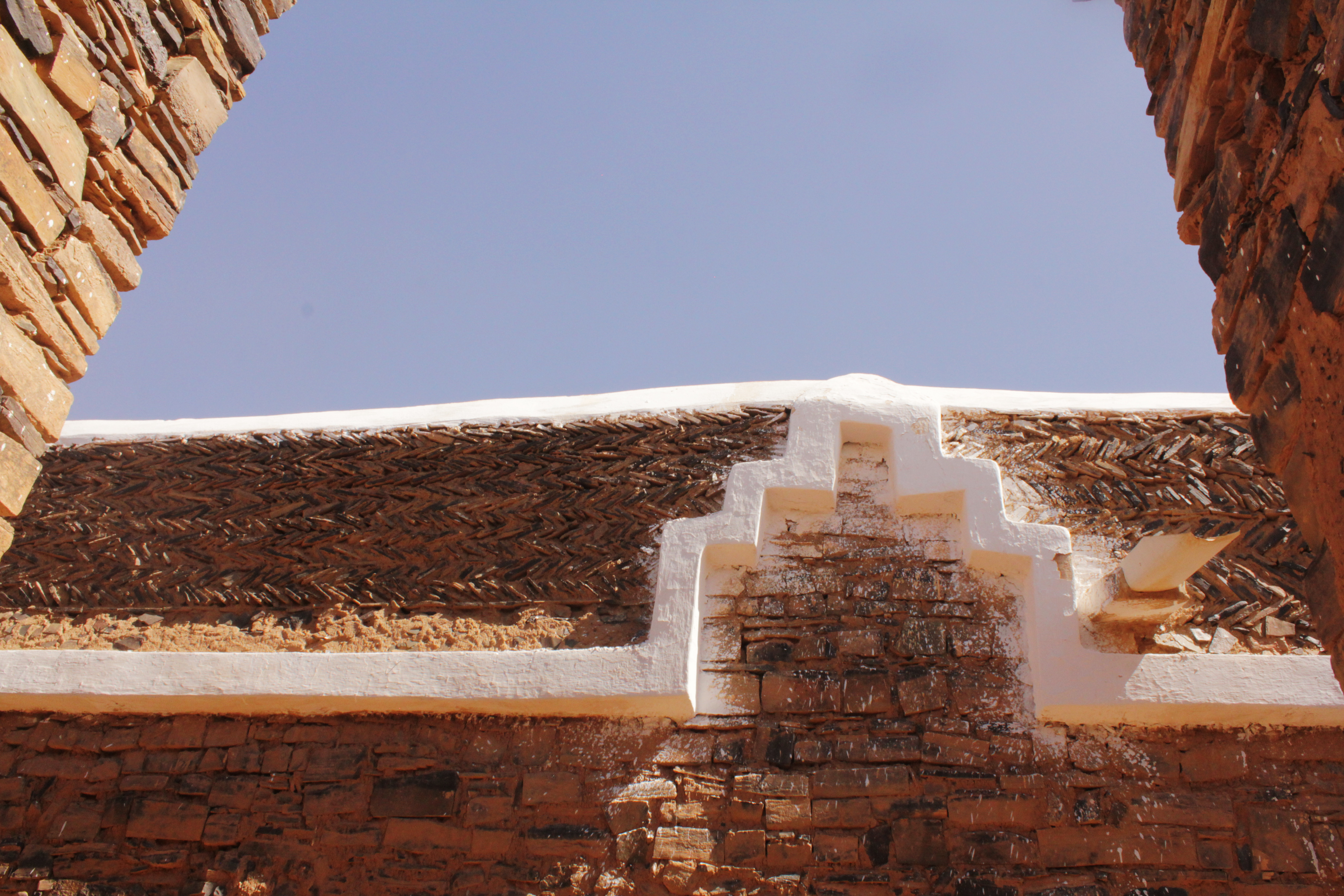
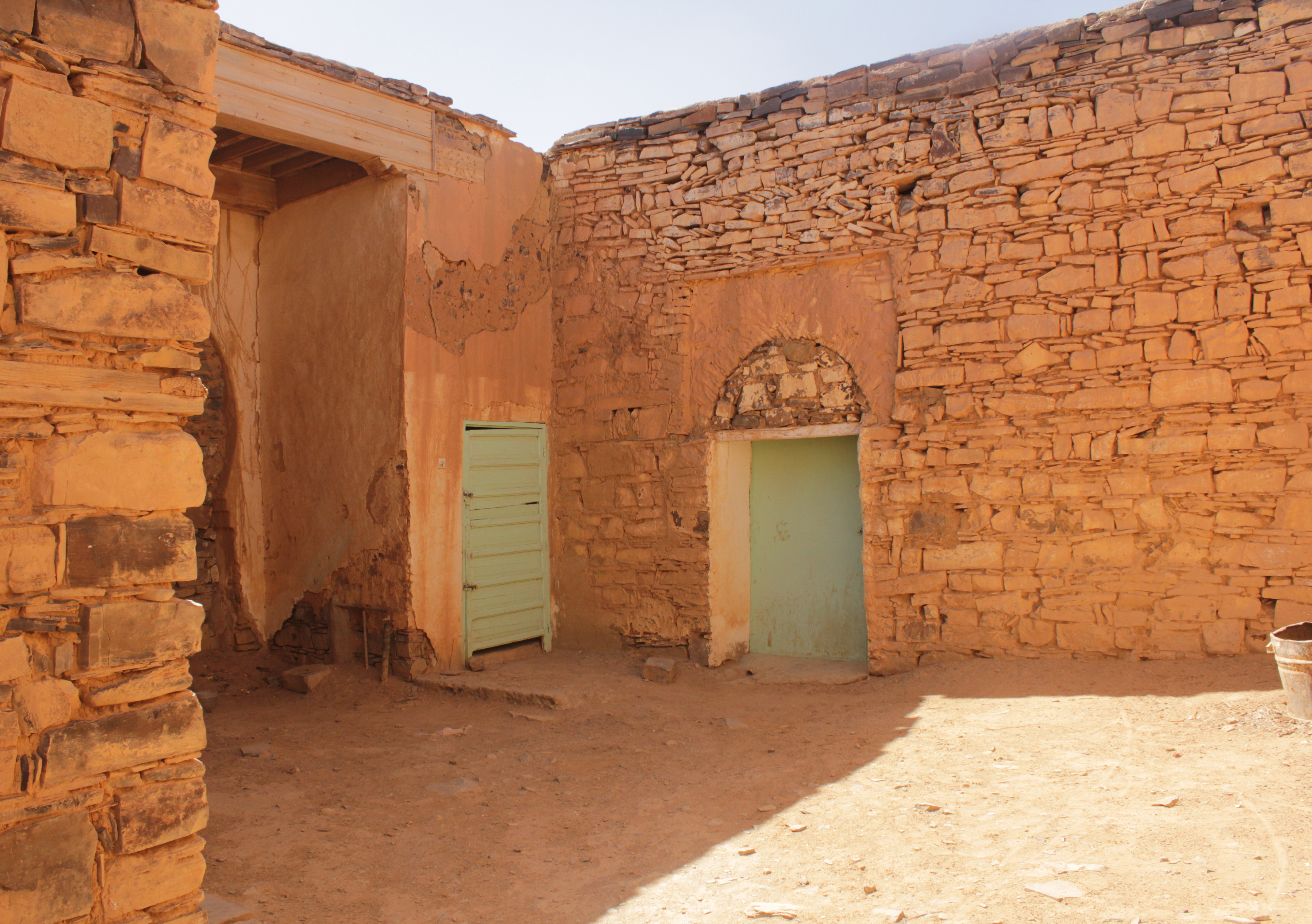
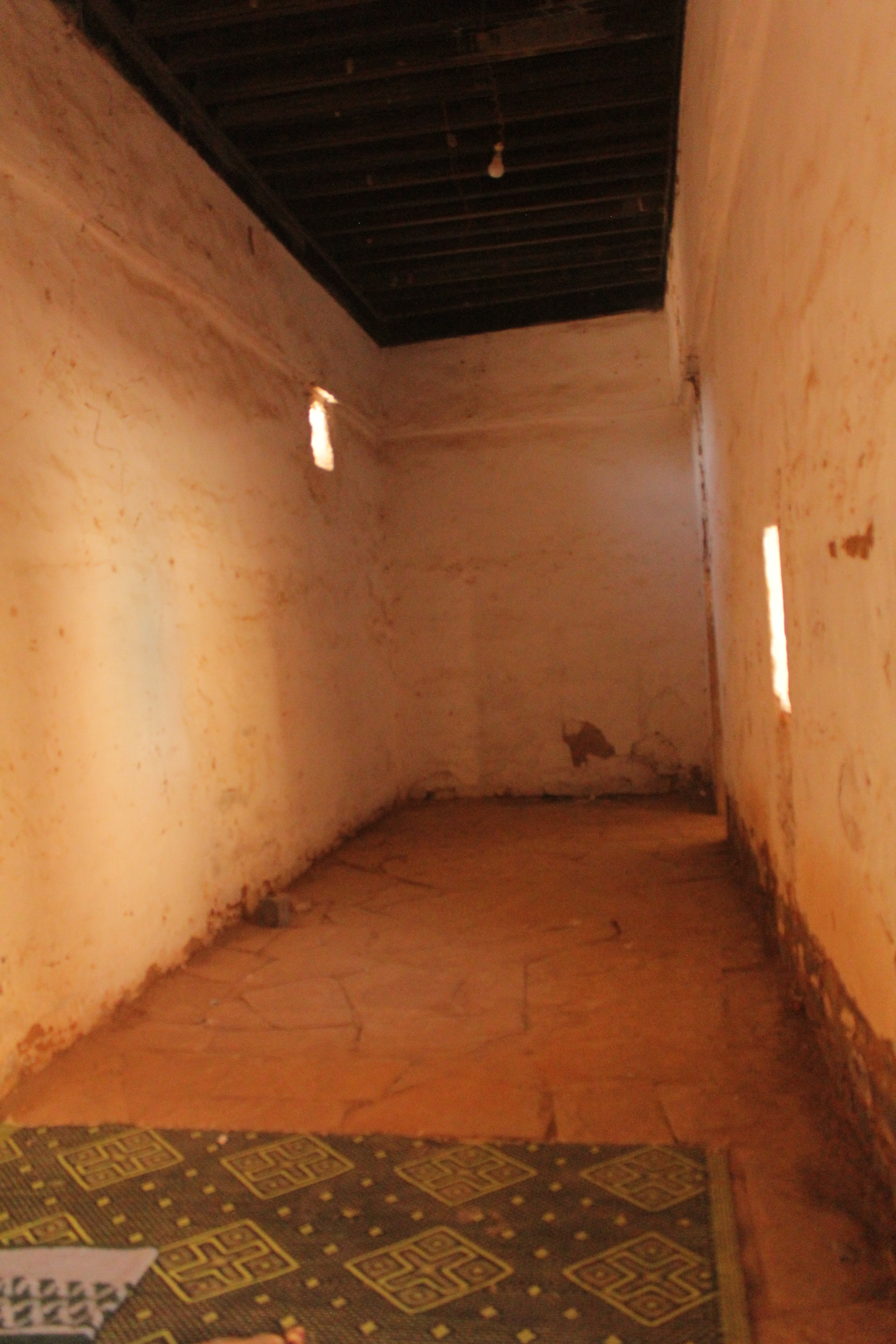